# Arnold Schulten
Pour les articles homonymes, voir Schulten.
Arnold Schulten (né en 1809 à Düsseldorf, mort le 30 juillet 1874 dans la même ville) est un peintre et lithographe allemand.

## Biographie
Arnold Schulten s'inscrit en 1822 à l'académie des beaux-arts de Düsseldorf. Il est l'un des premiers élèves de Johann Wilhelm Schirmer avec Caspar Scheuren, Johann Adolf Lasinsky, Eduard Wilhelm Pose, Heinrich Funk… En 1849, il donne des cours dans son atelier de Düsseldorf. Schulten est membre de l'association Malkasten. Pendant l'été 1852, lui, August Becker, August Leu et Ernst von Raven (de) font un voyage dans les Alpes suisses. Au cours des dernières années de sa vie, il peint moins à cause de la maladie.